# BeIN Sports (Canadá)
Bein Sports (estilizado beIN Sports), es una cadena de televisión por suscripción canadiense, filial del grupo catarí BeIN Media Group, dedicada a la retransmisión de eventos deportivos. 
Emite a través de plataformas de televisión por cable y satélite.

## Historia
El 18 de diciembre de 2013, Ethnic Channels Group anunció que había iniciado una asociación estratégica con Al Jazeera Media Network, propietarios de la marca beIN Sports, para lanzar una versión en Canadá. Inicialmente, el acuerdo implicó el lanzamiento de dos canales, servicios tanto en inglés como en español. beIN Sports en Español inició transmisiones en 2015.
El 31 de enero de 2014, el servicio en inglés, beIN Sports, se lanzó oficialmente en Canadá en MTS, iniciando transmisiones posteriormente en marzo en los proveedores de servicios de televisión más grandes, Rogers and Bell Satellite y Fibe.
En agosto de 2014, la CRTC aprobó la solicitud de Ethnic Channels Group para tener la versión en español de EE. UU. de beIN Sports, beIN Sports En Español, autorizando su distribución en Canadá.
En agosto de 2017, Ethnic Channels Group llegó a un acuerdo para sublicenciar el contenido de beIN Sports al nuevo servicio de streaming de deportes over-the-top DAZN para su lanzamiento en Canadá hasta 2019.

## Derechos de emisión
- Ligue 1[5]
- Copa de Francia
- Supercopa de Francia
- Superliga de Turquía
- Copa Libertadores[6]
- Copa Sudamericana[6]
- Recopa Sudamericana[6]